# Bethania De La Cruz
Bethania De La Cruz est une joueuse de volley-ball dominicaine née le 13 mai 1987 à Saint-Domingue. Elle mesure 1,88 m et joue au poste de réceptionneuse-attaquante. Elle totalise 157 sélections en équipe de République dominicaine.

## Clubs
| Club                | De        | À         |
| ------------------- | --------- | --------- |
| Deportivo Nacional  | 2001-2002 | 2003-2004 |
| Mirador             | 2004-2005 | 2005-2006 |
| Vaqueras de Bayamón | 2007-2007 | 2007-2007 |
| Toray Arrows        | 2007-2008 | 2007-2008 |
| GS Caltex Séoul     | 2008-2009 | 2008-2009 |
| Navarrete           | 2010-2010 | 2010-2010 |
| Mirador             | 2010-2010 | 2010-2010 |
| Criollas de Caguas  | 2011-2011 | 2011-2011 |
| Denso Airybees      | 2011-2012 | 2011-2012 |
| GS Caltex Séoul     | 2012-2013 | 2013-2014 |
| Eczacıbaşı İstanbul | 2014-2015 | …         |

## Palmarès

### Équipe nationale
- Coupe panaméricaine
  - Vainqueur : 2008, 2014[2].
  - Finaliste : 2009, 2011, 2013.
- Championnat d'Amérique du Nord
  - Vainqueur : 2009, 2019.
  - Finaliste : 2011, 2013.
- Jeux d'Amérique centrale et des Caraïbes
  - Vainqueur : 2006, 2014.
- Championnat d'Amérique du Nord des moins de 20 ans
  - Finaliste : 2006.

### Clubs
- V Première Ligue
  - Vainqueur : 2008.
- Coupe de l'impératrice
  - Vainqueur : 2007.
- Championnat de Porto Rico
  - Vainqueur : 2011.
- Ligue des champions
  - Vainqueur: 2015.
- Championnat du monde des clubs
  - Vainqueur : 2015.

### Distinctions individuelles
- Championnat d'Amérique du Nord de volley-ball féminin des moins de 20 ans 2006 : MVP
- Championnat d'Amérique du Nord de volley-ball féminin 2007 : Meilleur marqueuse.
- Volley-ball féminin aux Jeux panaméricains de 2007 : Meilleur marqueuse.
- Coupe panaméricaine de volley-ball féminin 2007 : Meilleur marqueuse.
- Coupe panaméricaine de volley-ball féminin 2009 : Meilleur serveuse et MVP.
- Volley-ball féminin aux Jeux panaméricains de 2011 : Meilleur marqueuse.
- Championnat d'Amérique du Nord de volley-ball féminin 2011 : MVP.
- Coupe du monde de volley-ball féminin 2011 : Meilleur marqueuse et meilleur serveuse.
- Championnat d'Amérique du Nord de volley-ball féminin 2013 : Meilleure réceptionneuse-attaquante.
- Coupe panaméricaine de volley-ball féminin 2014 : Meilleure réceptionneuse-attaquante[2].
- Ligue des champions de volley-ball féminin 2014-2015 : Meilleure réceptionneuse-attaquante[3]
- Championnat d'Amérique du Nord féminin de volley-ball 2019 : meilleure serveuse[4].